# Copley Fielding

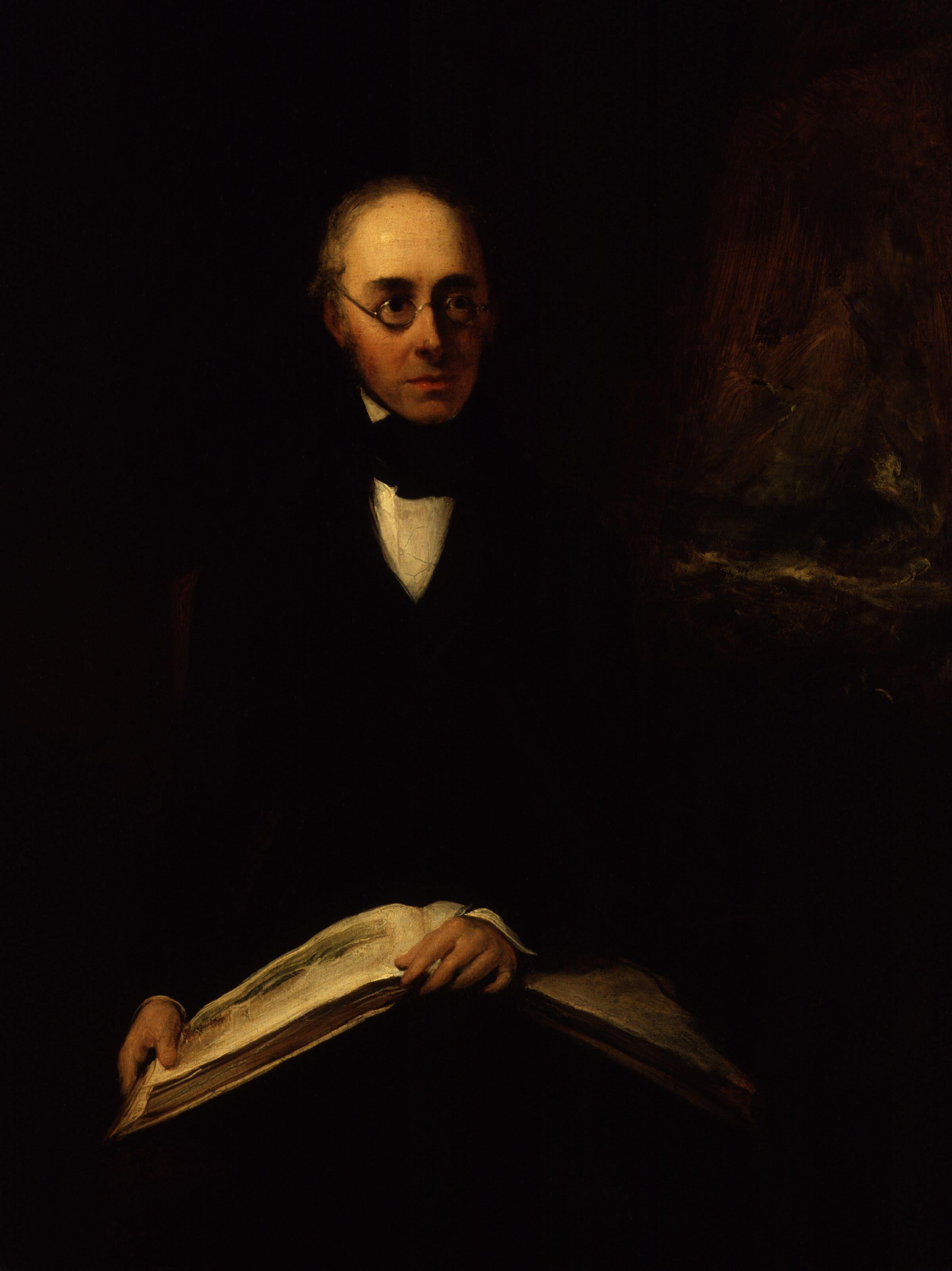
Copley Fielding.

Anthony Vandyke Copley Fielding, född 22 november 1787, död 3 mars 1855, var en engelsk målare. 
Fielding blev 1831 president för The water-colour-society i London, gällde länge för en av Englands förnämste akvarellmålare och var mycket eftersökt som lärare. 
Fielding målade huvudsakligen landskap och sjöstycken. Hans fyra bröder, bland dem Newton Fielding, var även de akvarellister.